# Cheese dream

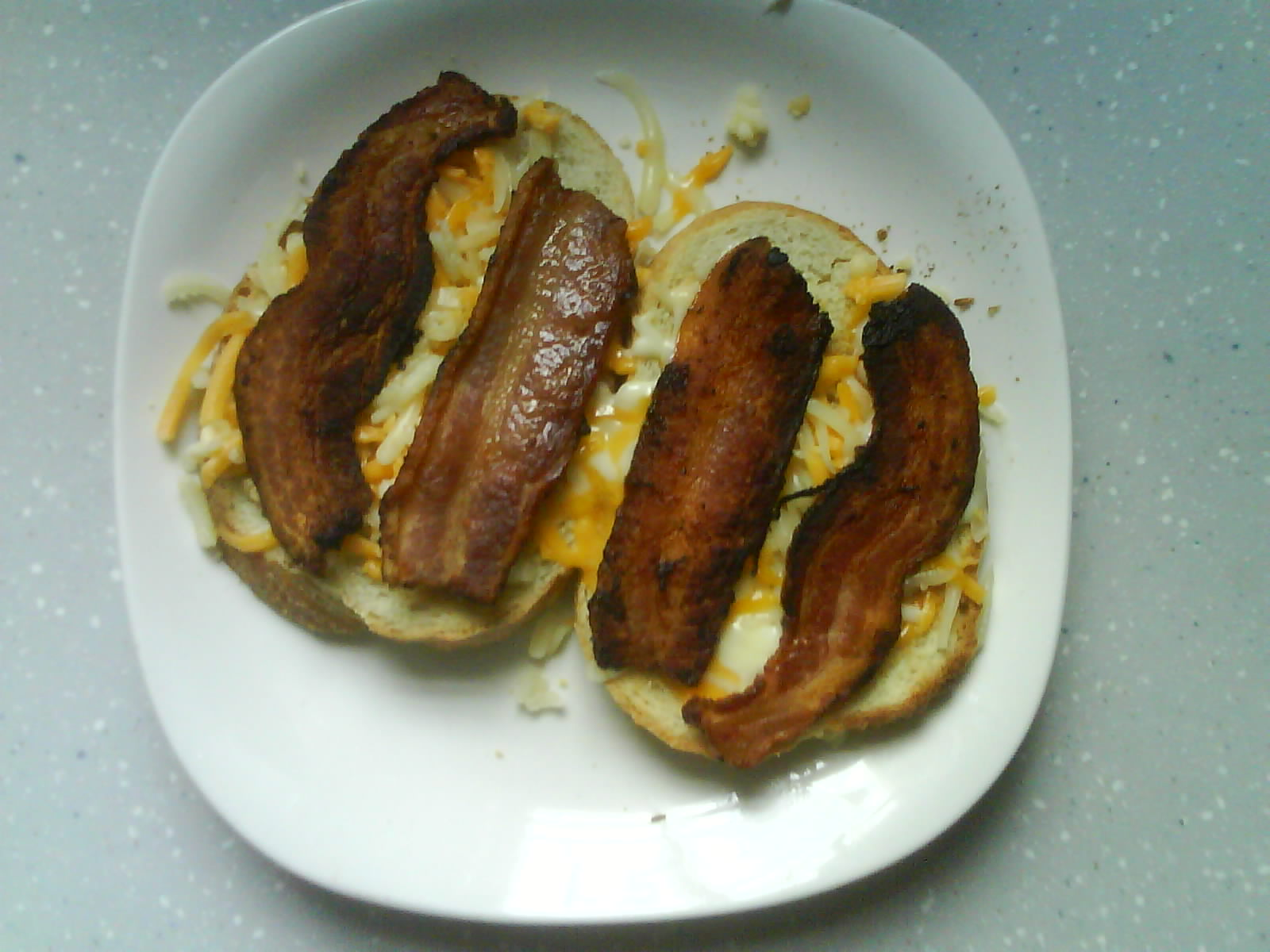
Una tosta de cheese dream.

El cheese dream (en inglés significa: sueño de queso) se trata de una versión en formato de tosta de un sándwich de queso. Es un sándwich abierto que suele emplear queso cheddar como ingrediente. 

## Historia
Elaborado con ingredientes simples como pueden ser: pan, mantequilla y queso y calor. Los cheese dreams se han dicho que son los causantes del "the cheese dream" (las ensoñaciones de queso) durante la Gran depresión (Great Depression), como "un plato inapreciable para los trabajadores" y una ocasión para alimentar a la familia y los amigos en el Sunday supper. La incorporación de rodajas de tomate, jamón, y también de bacon, y de aceitunas y encurtidos. En el año 1932 la historia de San Jose News sobre los "Cheese Dream New Favorite Sandwich," hacían sugerencias como añadir unas gotas de mostaza, cayena, y un poco de pimentón dulce; el sándwich resultante se suele tostar con una gota de una salsa picante de tomate. Los sándwiches podían aliviar los efectos de la Gran Depression sobre los trabajadores, tal y como menciona en el año 1918 en un número de la revista Good Housekeeping al mencionar el Cheese Dreams como un plato básico de las "casa de té"
Los Cheese dreams son anunciados en el año 1957 como una comida de tan sólo 55 céntimos en Daytona Beach, Florida's Sunday News Journal. En ealgunos casos se producen variantes como en sección gastronómica de la The Milwaukee Journal que recomienda preparar los Cheese Dreams en el horno con huevo revuelto y jamón en 1960.

## Variantes
Se trata de una tosta muy popular en los años 1950s entendida en EE. UU. como comida comfort, el grilled cheese sandwich se elaboró en periódicas apariciones durante los años 1990s y 2000s. Se ha estimado que en 2001 los norteamericanos consumen alrededor de 2.2 billones de grilled cheese sandwiches anualmente, y que los chefs experimentan con diferentes tipos de pan y queso actualizando de esta forma la composición del cheese dream clásico. De esta forma aparecen variantes con Pumpernickel, pan oscuro como pan de centeno, a veces emplean quesos suizos, Gouda y Havarti. Algunas variantes incluyen trozos de manzana con mozzarella, peras con edam, y pera con gorgonzola o brie; Hierbas italianas, tomate seco y mozzarella; existen variaciones en las que se emplea carne de pavo como una variante del Monte Cristo. Scott Fletcher de la Grafton Village Cheese Company elabora cheese dreams con pan rústico, cheddar picante, pimienta banca, huevos, leche, mantequilla sin sal, y sirope de arce. Las tostas hacen su aparición en la novela de Luanne Rice titulada Stone heart.